# Émile Chateau
 (mai 2010).
Si vous disposez d'ouvrages ou d'articles de référence ou si vous connaissez des sites web de qualité traitant du thème abordé ici, merci de compléter l'article en donnant les références utiles à sa vérifiabilité et en les liant à la section « Notes et références ».
Émile Chateau (16 octobre 1866 à Uchon - 15 avril 1952 à Charrecey) est un botaniste français.

## Biographie
Instituteur, il est successivement directeur d'écoles à Saisy, Mâcon, Bourg-le-Comte, Antully et Matour (communes de Saône-et-Loire).
Se passionnant pour l’étude des végétaux, Émile Chateau expose en août 1895 sa théorie du regroupement naturel des plantes par ses relevés floristiques comparés à Salornay-sur-Guye (Saône-et-Loire).
Sa publication sur les associations végétales en 1912 est considérée par certains, notamment par le Pr Georges Kuhnholtz-Lordat, comme à l'origine d’une science nouvelle : la phytosociologie.
La Société botanique de France lui décerne, en 1927, le prix de Coincy adopté en 1904 et qui récompense une recherche en taxinomie. Prix généralement réservé aux professeurs des universités.
Il est inhumé au cimetière de Charrecey.
La Ville de Chalon-sur-Saône (Saône-et-Loire) réalise à partir de 1953 un jardin géobotanique selon son concept "La plante dans son milieu" imaginé 42 ans plus tôt sur le plateau d'Antully près d'Autun (Saône-et-Loire).
Émile Chateau fut membre de l’Académie de Mâcon, qui lui a dédié une conférence le 16 novembre 2002, à l'occasion de son jubilé.
Les archives inédites du savant ont été remises à l'Académie de Mâcon par sa petite-fille Mylène Tuffier-Leclercq, tandis que son herbier a été confié au Muséum d'Autun (Saône-et-Loire).
Il s'intéressa entre autres au passé de Bourg-le-Comte, commune de Saône-et-Loire dont il fut instituteur et dont il écrivit l'histoire.

## Travaux et publications
Liste partielle des travaux :
Notice sur Utricularia vulgaris. 1895, Bulletin de la Société d’Histoire Naturelle de Mâcon.
La flore du canal de Roanne à Digoin Revue Scientifique du Bourbonnais et du Centre de la France, 1898.
Contribution à la flore du Mâconnais. Bulletin de la Société d’Histoire Naturelle de Mâcon. 1898.
L’appétence chimique des Plantes et leur répartition topographique, en coll. avec Gillot. Bulletin de la Société Botanique de France, 1906
Florule raisonnée du Brionnais, avec Q. Ormezzano et en coll. avec Gillot. Bulletin de la Société d’Histoire Naturelle d’Autun, 1907, 1908, 1910.
Les Associations végétales. Mémoires de la Société d’Histoire Naturelle d’Autun et Publications des Congrès des Sociétés Savantes. 1912.
Catalogue des Plantes du département de Saône-et-Loire et cantons limitrophes, avec F. Chassignol, Bulletin de « La Physiophile » de Montceau-les-Mines, 1921, 450 p.

## Hommage

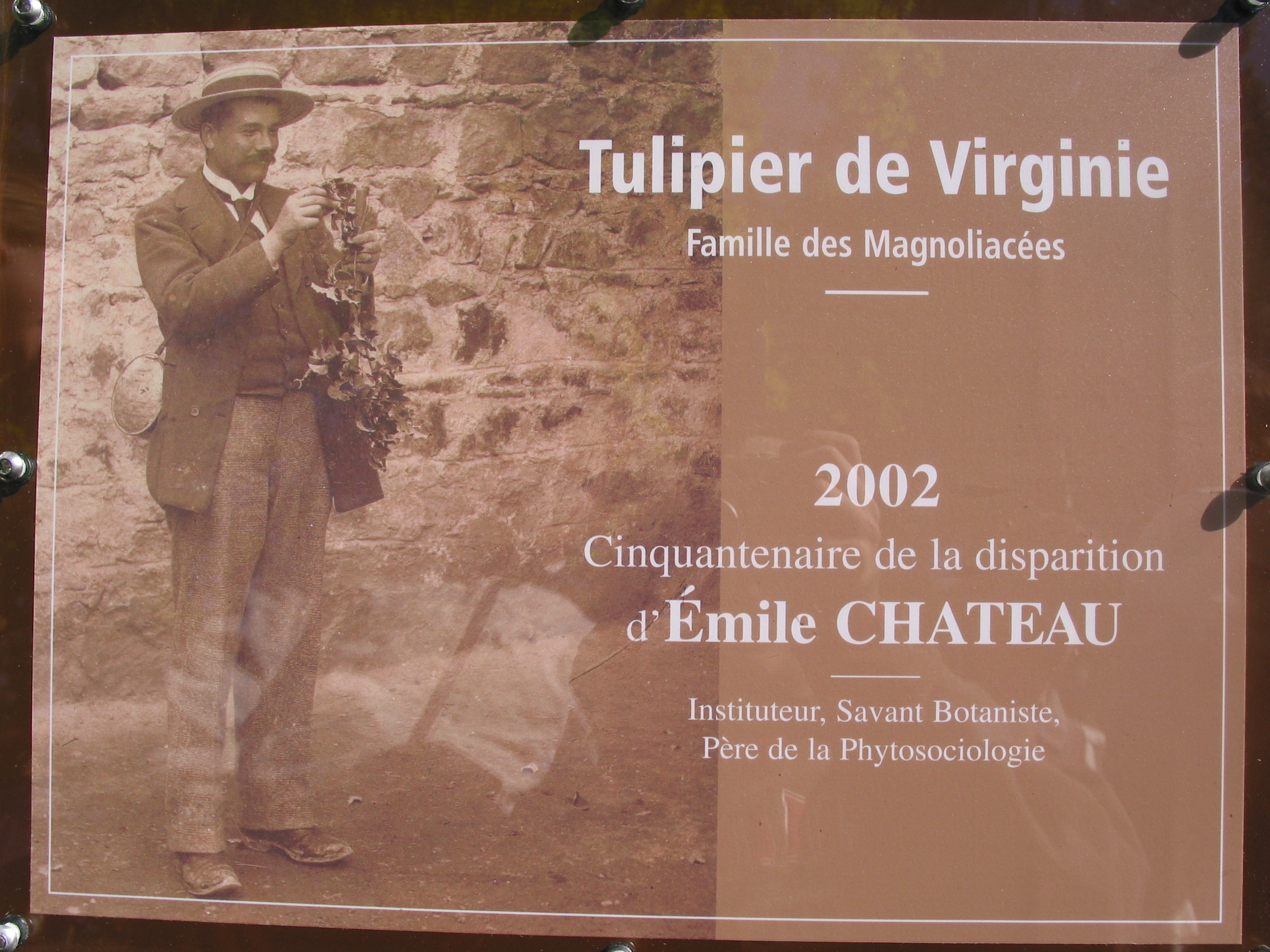
Plaque en hommage à Emile Château à l'occasion du cinquantenaire de sa disparition, inaugurée le 3 mai 2003 au Creusot.

Le 03 mai 2003, une plaque à la mémoire d'Emile Château est inaugurée dans le parc de la Verrerie, au Creusot, plaque qui accompagne un tulipier de Virginie planté en 2002 à l'occasion du cinquantenaire de la mort du botaniste. De nombreux membres des sociétés savantes de Saône-et-Loire participent à l'hommage.

## Sources et bibliographie
- Au Jardin Secret de Maître Chateau par Pr Jean Pelletier-Thibert de l'Académie de Mâcon (commissaire général du Jubilé 2002, conférencier, biographe du savant), édité en 2002 par « La Médiathèque de Bourgogne » (responsable du Mémorial Émile Chateau)
- Les idées de E. Chateau sur les associations végétales par Pr Georges Kuhnholtz-Lordat in Bulletin de la Société botanique de France de 1947, Tome 94, 3-4, p. 98 à 100.
- Émile Château (1866-1952), fondateur de la sociologie végétale, article (écrit par la fille d'E. Château) paru dans la revue « Images de Saône-et-Loire » n° 30 (juin 1976), pp. 19-21.